# Ahmad Khan Sayyid
Javad-ud Daula, Arif Jang, sir Syed Ahmed Khan eller Sayyid Ahmad Khan, född 17 oktober 1817 i Delhi, Mogulriket, död 27 mars 1898 i Aligarh, Brittiska Indien, var en indisk religionsforskare.
Ahmad Khan Sayyids härstammade från arabiska förfäder som via Iran kommit till Indien. 1875 grundade han en muslimsk angloorientalisk skola i Aligarh, som senare blev universitet och centrum för såväl muslims utbildning som islamforskning i Indien. Skolan blev känd för sina liberala idéer och sin västerländskt vetenskapliga grundsyn. Ahmad Khan Sayyid skrev bland annat en bibelkommentar och en korankommentar, och fick höga utmärkelser av britterna och adlades.